# Maika Vergara
María del Carmen "Maika" Vergara Montero (Jerez de la Frontera, Cádiz, 1 de noviembre de 1949 – Málaga, 2 de diciembre de 2003) fue una periodista y escritora española.

## Biografía
Nació en Jerez de la Frontera en el año 1949. Pese a cursar estudios de enfermería y filología francesa, dedicó su actividad profesional al periodismo. Especializada en prensa del corazón, comenzó su carrera como periodista en la revista Diez minutos y más tarde pasaría a Semana. Durante ese tiempo escribió, entre otras, las biografías de Carmen Ordóñez y Jaime de Mora y Aragón.
En 1985 entró en la redacción de ¡Hola! bajo un contrato de exclusividad, donde permaneció hasta su deceso y para quien  cubrió muchos de los acontecimientos sociales que sucedían en la localidad de Marbella. Su paso a la televisión le convirtió  especialmente popular, sobre todo  en la última etapa cuando comenzó a frecuentar distintos programas de televisión en los que analizaba la actualidad social y entrevistaba a personajes famosos. 
Debutó con Concha Velasco en el programa Encantada de la vida (1993) de Antena 3; después se vinculó profesionalmente con María Teresa Campos en el espacio Pasa la vida (1993-1996), de TVE y más tarde en Día a día (1996-1998) de Telecinco. Desde 1998 trabajó con Ana Rosa Quintana en Sabor a ti (1998-2002), de Antena 3. Posteriormente se la acusó desde distintos medios de haber organizado diferentes montajes con famosos junto a la polémica vidente Cristina Blanco.
En su última etapa se incorporó al equipo de periodistas al frente de los que estaba Santiago Acosta en el popular talk show de corazón Salsa Rosa (2002-2003), en el que permaneció hasta pocos días antes de su muerte en diciembre de 2003.
Sus dos hijas, Yolanda y Mónica han seguido los  pasos de la periodista en el mundo de la comunicación. Yolanda como Entrenador y facilitadora de herramientas de coaching escénico, mientras que Mónica se decantó por el periodismo.

## Fallecimiento
La periodista Maika Vergara Montero falleció a última hora de la tarde del 2 de diciembre de 2003 a los 54 años de edad recién cumplidos, en la unidad de Medicina Intensiva del Hospital Clínico Universitario de Málaga a causa del infarto agudo de miocardio sufrido en la noche del día anterior, cuando se encontraba cenando con su marido, Ángel Llamazares. 
Fue incinerada en el Parque Cementerio de Málaga el día siguiente 3 de diciembre de 2003.